# 下鶴間宿

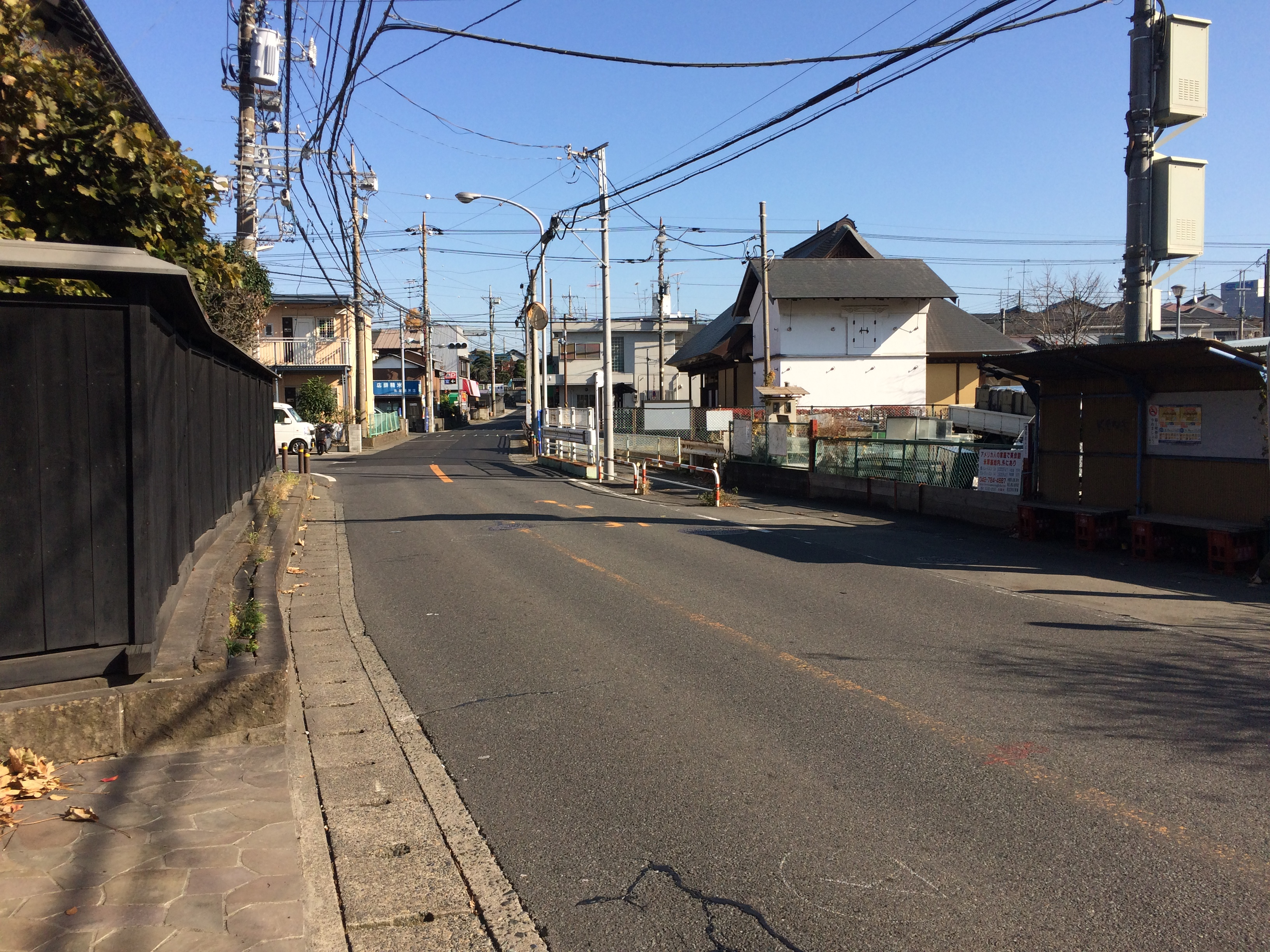
大山道下鶴間宿 目黒川から下鶴間ふるさと館周辺を望む（2017年12月撮影）

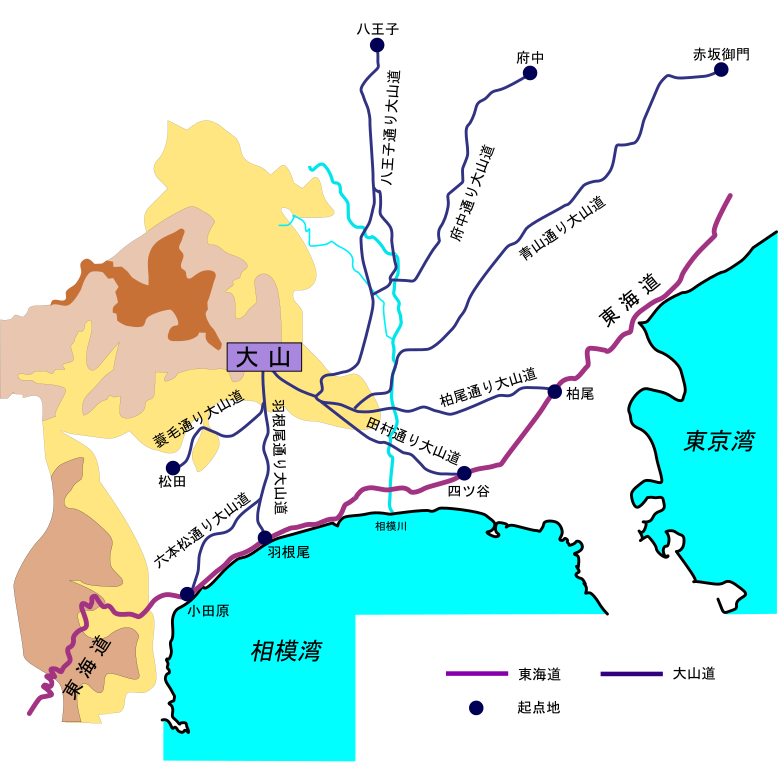
大山道(主要8道)。

下鶴間宿（しもつるましゅく）は、かつて相模国高座郡下鶴間村（現・神奈川県大和市下鶴間）にあった、大山道（矢倉沢往還）の宿場（継立場）。八王子道（滝山道）と交差する場所に位置し、八王子道の継立も行なっていたことから、交通の要所として栄えた。

## 歴史
中世における鶴間郷は相模国高座郡の下鶴間村と上鶴間村、および武蔵国多摩郡の鶴間村を含んでいた。1331年（元弘3年）から1335年（建武2年）の成立と考えられている足利尊氏・直義の所領目録には「絃間郷」とある。1591年（天正19年）の江原金全への知行宛行状では「東郡下鶴間郷」が見られる。
下鶴間村は東西に矢倉沢往還（大山道）が、南北に八王子道（滝山道）が通り、1669年（寛文9年）に継立村に指定され、名主が問屋場代を務めた。矢倉沢往還では東へは馬は都筑郡長津田村まで、人足は鶴間村まで継立て、西は人馬ともに国分村まで継立てた。八王子道では、北は武蔵国多摩郡の原町田村、南は高座郡長後村まで継立てた。
矢倉沢往還の継立てにおいて人足は鶴間村までであるのに対し馬は長津田村までであることを不服とし、1729年（享保14年）に下鶴間村から奉行所に訴えが出された。これに対して鶴間村は多摩郡木曾村の定助郷となっていることを理由に申し立てを行い、鶴間村の主張が認められた。
東海道戸塚宿と藤沢宿の助郷に関して1836年（天保7年）と1853年（嘉永6年）に論所地改役に提出した文書では、矢倉沢往還と八王子道の人馬継立のほかに御鷹御用捉飼場としての務めや鎌倉郡信濃村の東海道の掃除役等を挙げて窮状を訴えている。
1831年（天保2年）に下鶴間宿を訪れた渡辺崋山は、宿はわずか20軒たらずであったと記している。
山本屋、松屋、三津屋、松葉屋、角屋、ちとせ屋などの旅籠があったが、昭和の初期まで残っていた松屋を最後に、現在は一軒も残っていない。

## ゆかりの人物
渡辺崋山
江戸時代の南画家・蘭学者である渡辺崋山が記した『游相日記』によると、1831年と、1831年10月27日（天保2年9月21日）下鶴間村の旅籠「まんぢう屋」に宿泊した。
小山田与清
江戸時代の国学者である小山田与清は、1814年（文化14年）に津久井方面を旅し、9月29日に淵野辺から鶴間に入って休憩をし、日が暮れてから隣の深見村に至っている。
アーネスト・サトウ
イギリスの外交官であるアーネスト・サトウは、1872年（明治5年）に富士山麓を旅し、1月25日に厚木村から国分村を経て鶴間に入り、名主の家に宿泊した。
伊能忠敬測量隊
伊能忠敬測量隊の第九次測量隊は、伊豆七島の測量の帰路、文化13年3月18日に組頭の彦八と医師の高下玄喜の屋敷に止宿した。伊能忠敬自身は老齢のため参加していない。

## 名所・旧跡
下鶴間宿があった地に以下の名所・旧跡が残っている。
下鶴間ふるさと館（大和市指定重要有形文化財　旧小倉家住宅）
1995年（平成7年）4月に大和市の重要有形文化財に指定された旧小倉家住宅の主屋と土蔵（どちらも復元されたもの）を利用した文化施設である。元の主屋は1856年（安政3年）の建築。1995年（平成7年）に解体保存に伴う調査を実施した際に、「安政三」という年紀などの落書きが床板裏面から発見され、主屋の建築時期の特定につながった。旧小倉家は下鶴間宿と推定される一帯の真ん中辺りに位置するが、同じ宿の東端に位置する高下家の土蔵との共通点が多く見られ、農村部土蔵の特徴である置き屋根工法で作られた旧小倉家の土蔵は当地域の典型的な土蔵と考えられる。1871年（明治4年）発行の横浜居留外国人向け英字新聞「ザ・ファーイースト」に掲載された下鶴間宿の写真には旧小倉家の土蔵が写っている。所在地は下鶴間2359番地5。開館時間は9:00から17:00。毎週月曜日と年末年始に休館。
山王（日枝）神社
山王社とも呼ばれる。地名の山王原は、山王社が祀られていることに由来する。現在は日枝神社とも呼ばれる。相州下鶴間諏訪神社の境外末社。御祭神は大山咋神（おおやまくいのかみ）であるが、国常立神（くにのとこたちのかみ）、足仲彦尊（たらしなかつひこのみこと）、伊弉冉命（いざなみのみこと）も相殿に合祀している。鳥居の左手に道標があり「右大山みち 左ふじさわみち」と刻まれている。大正8年（1919年）に諏訪神社の境内に社殿ごと合祀されたが、悪い病気がはやるなど山王原の集落に災難が多く生じたことから、同14年（1925年）に元の場所に再建されたと言われている。
観音寺
真言宗の寺院で、寺号は鶴間山東照院。旧号は金亀坊。本尊は十一面観音で、武相卯歳観音札所第一番となっている。厨子と木造地蔵菩薩半跏像が大和市の重要文化財に指定されている。境内には、1680年（延宝8年）建立で、阿弥陀如来立像を掘った舟型の念仏供養塔がある。
寺の無縁墓に江戸の歌舞伎役者の市川眼玉の供養塔がある。明治二年、刀傷を負った眼玉が、矢倉沢往還を武州から逃げてきて、下鶴間の宿屋、三津屋にたどり着いたが、息絶えてしまった。後年、眼玉の息子が父の菩提のため、観音寺境内にて、江戸の役者達による追善興行を行い、その収益で供養塔を建て、法要を営んだといわれている。
聖徳太子の孝養像が安置されている。像高八七・六糎の立像で、太子が16歳のときに、父である用明天皇の病気平癒を仏に祈願している姿で、美豆良の髪、柄香炉を持ち、袈裟・衣をまとっている。江戸青山御手大工町大工講中が施主となり、享保10年（1725年）に江戸京橋北壱町目大仏師大熊宮内により作られたものであるが、昭和2年に再彩色されている。戦後、中断されていた太子講が復興され、今は相模太子講という名で、毎年正月の21日に観音寺にて講が開かれている。
境内の一郭に金亀坊（こんきぼう）稲荷が鎮座している。金亀坊稲荷講中持ちの稲荷を観音寺が預かっている。旧号の金亀坊を冠していること、宝暦年間（1751～64年）に現在の寺号の鶴間山観音寺となったことから、稲荷の成立は江戸時代中期まで遡るとみられている。
鶴林寺
浄土宗の寺院で、詳名は宝亀山寿翁院鶴林寺。境内に不動堂がある。
不動明王塔
鶴林寺の不動堂へ至る石段の麓には、大山道に面して凝灰岩製の不動明王塔が立っている。1743年（寛保3年）に江戸番町の藤卦氏の志願で建立した旨の銘文がある。大和市域では数少ない不動明王塔の一つである。
大山阿夫利神社御分霊社
大黒天開運神社、大国主大神と豊臣秀吉を祀る社、新田義貞の銅像がある。
坂上厄除地蔵尊
1764年（明和元年）造立の丸彫りの地蔵菩薩坐像が、厄除地蔵として信仰されている。
まんじゅうや跡

## ギャラリー

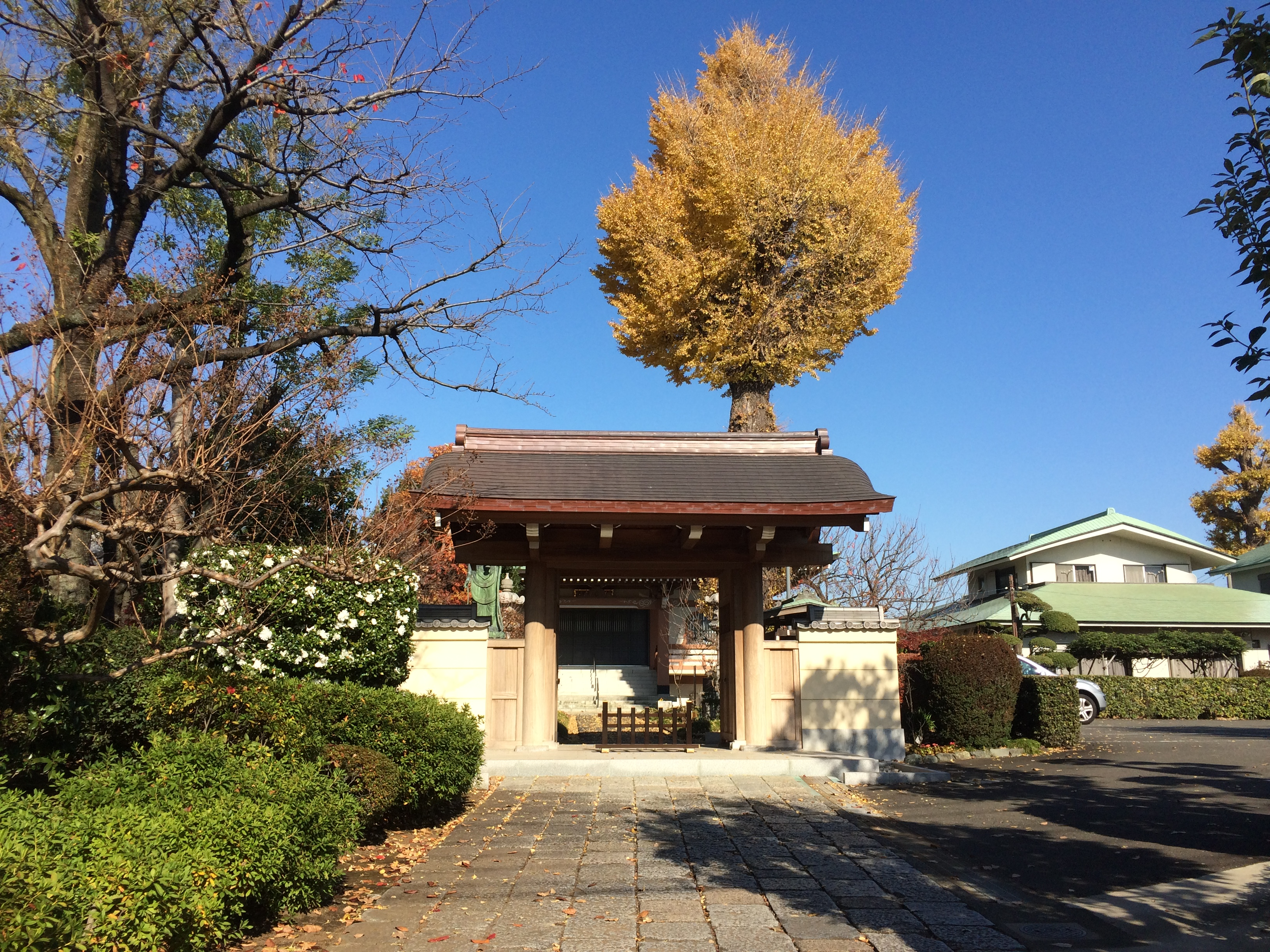
観音寺
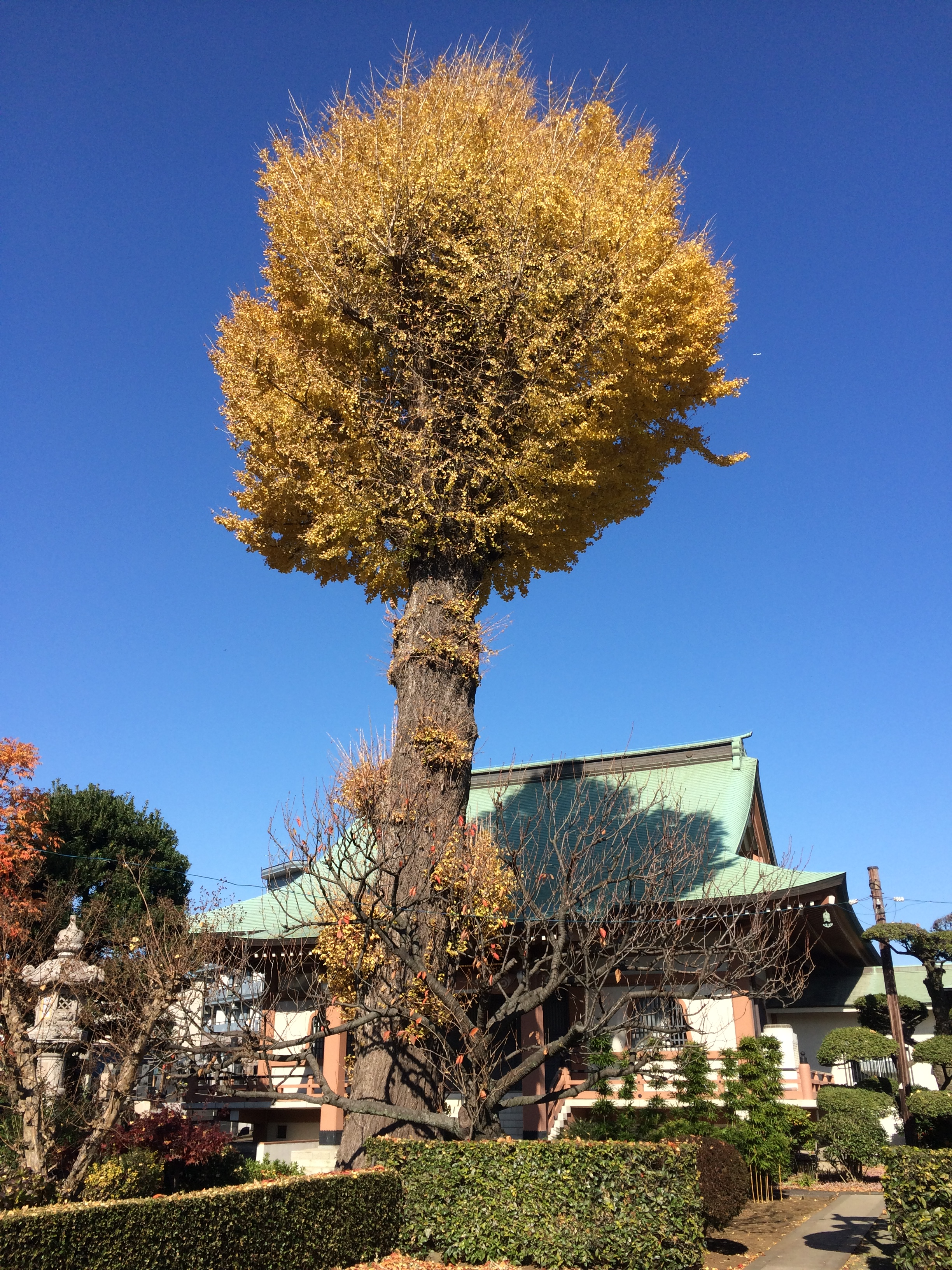
観音寺にある銀杏
大山阿夫利神社御分霊社
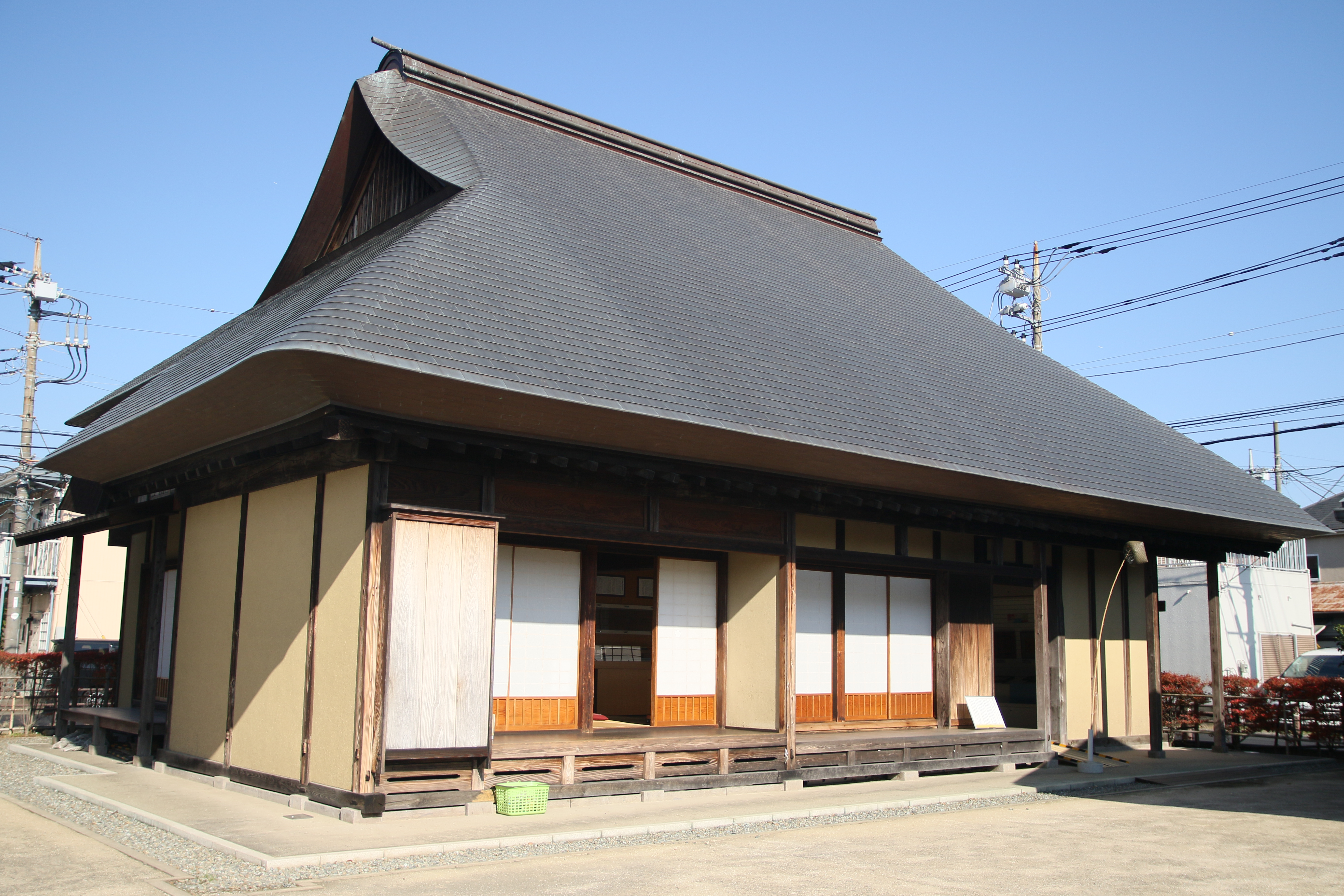
旧小倉家住宅母屋（下鶴間ふるさと館）
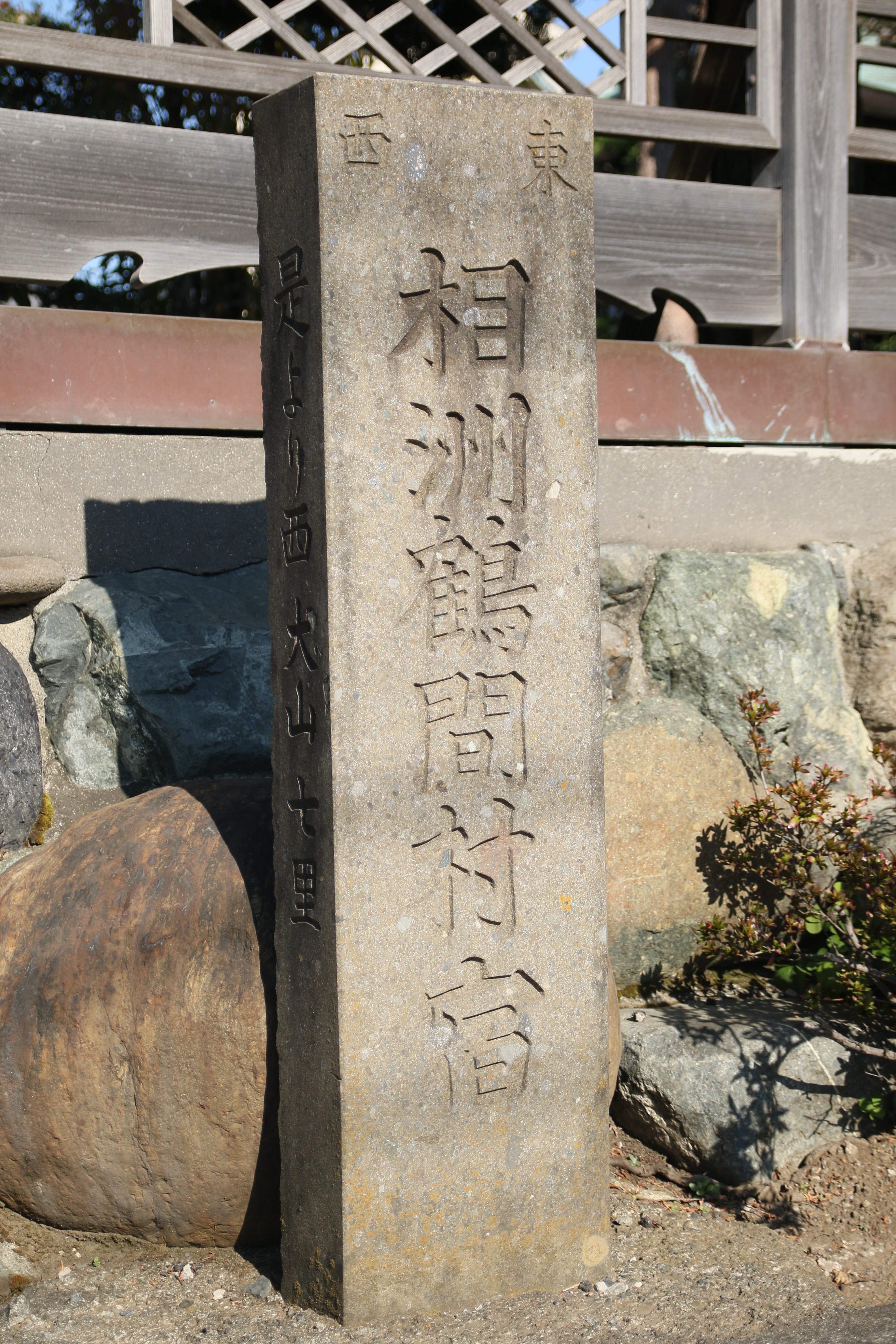
相州鶴間村宿石碑
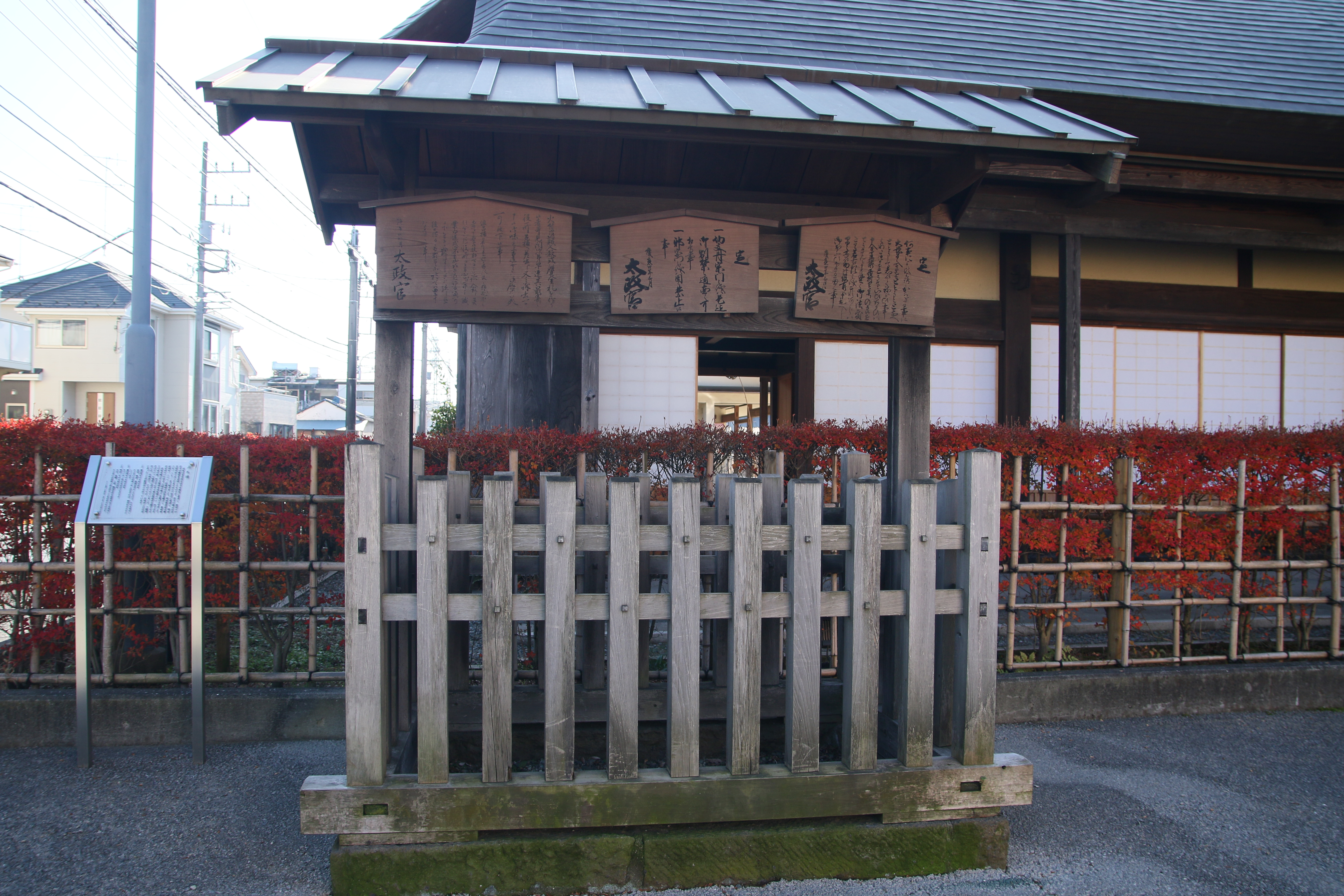
下鶴間宿高札場
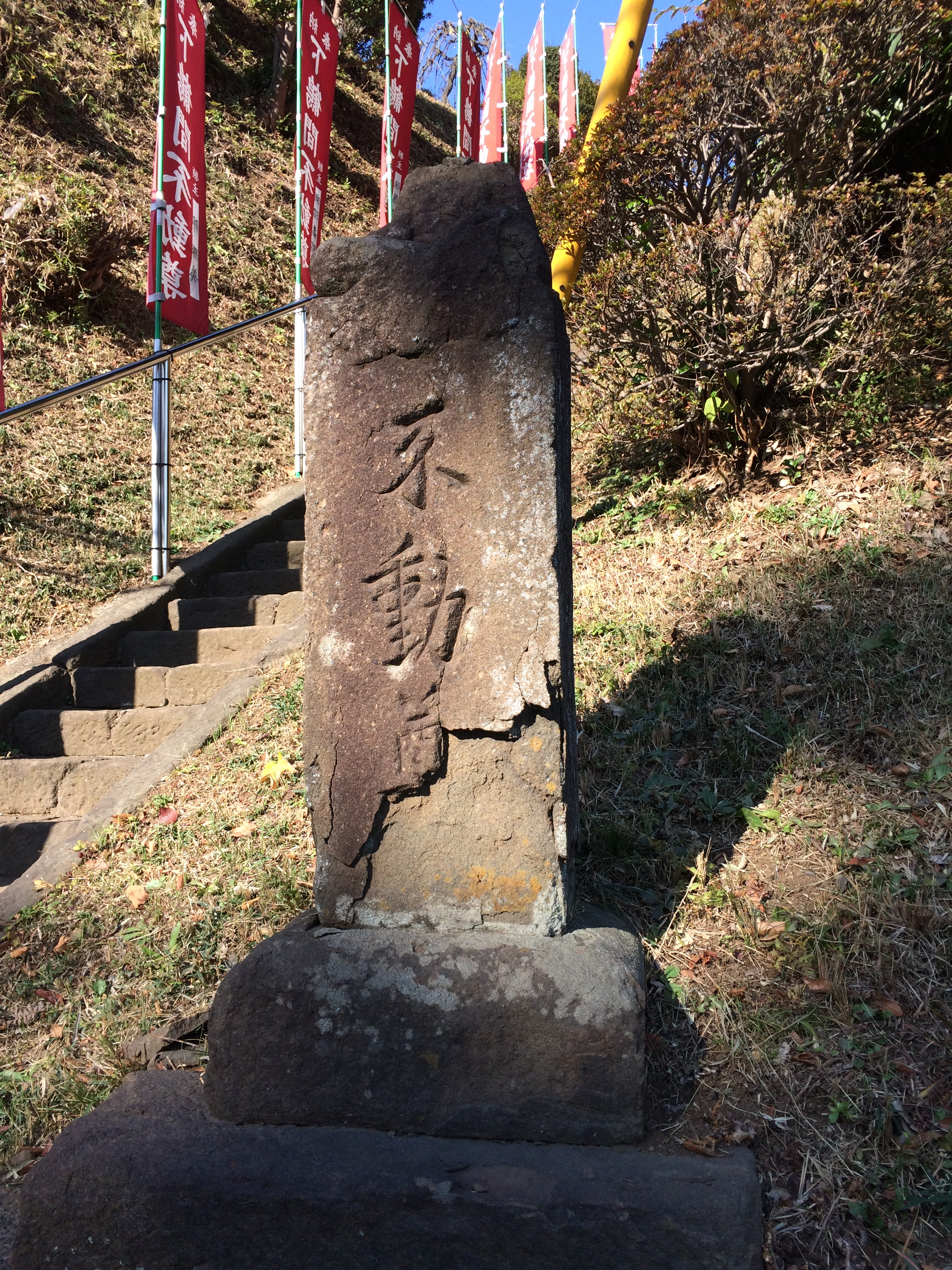
不動明王塔（正面）
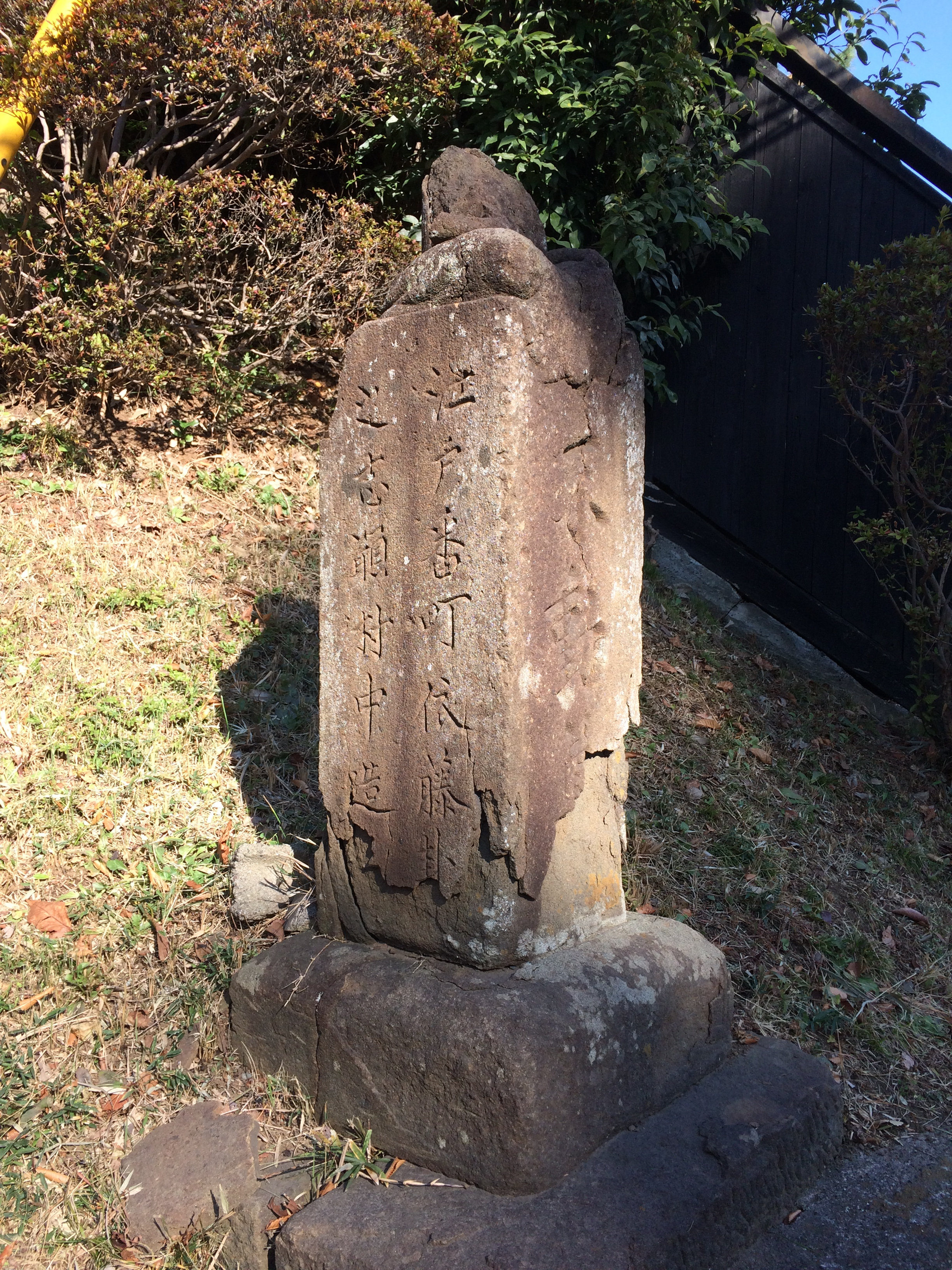
不動明王塔（側面）
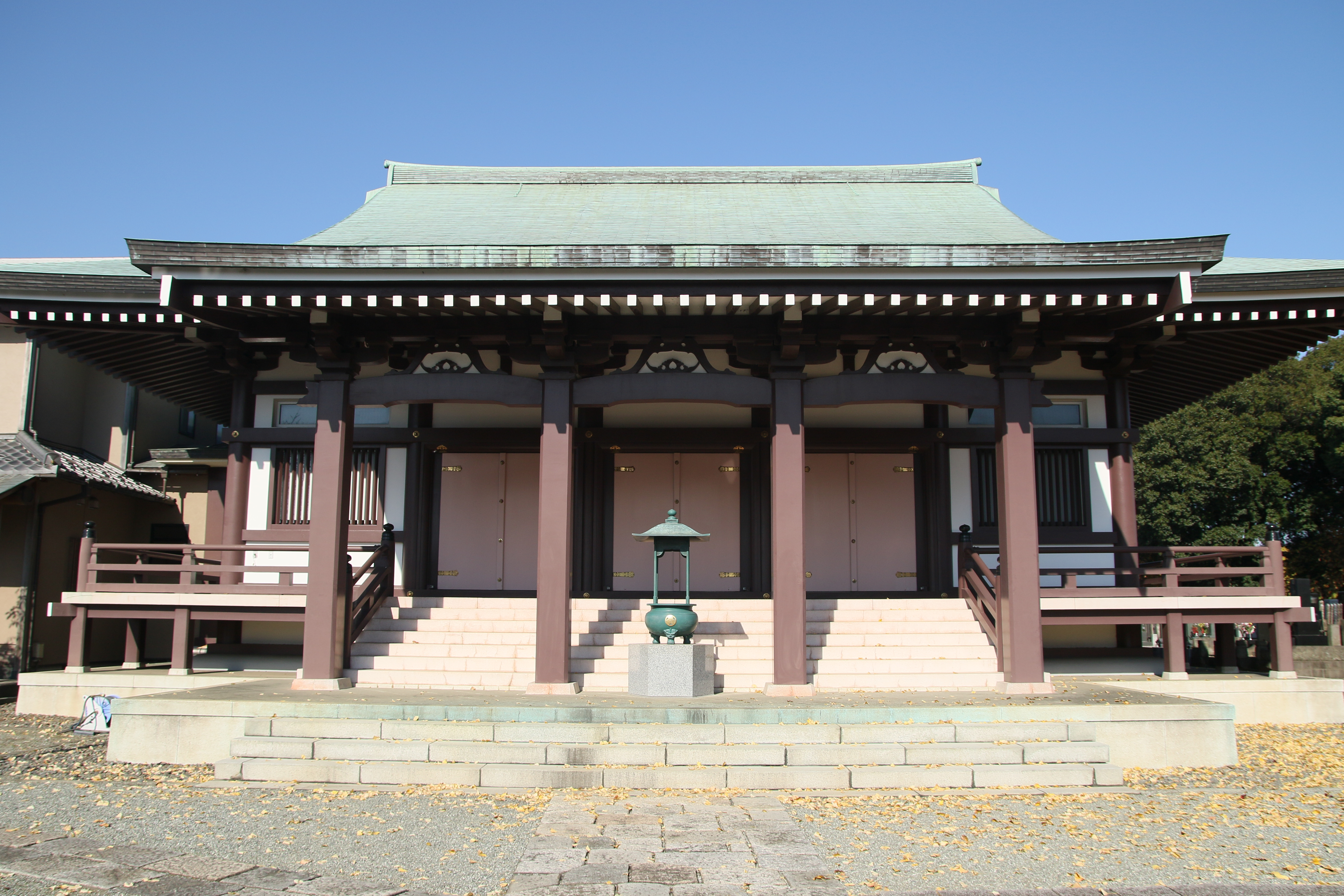
鶴林寺本堂
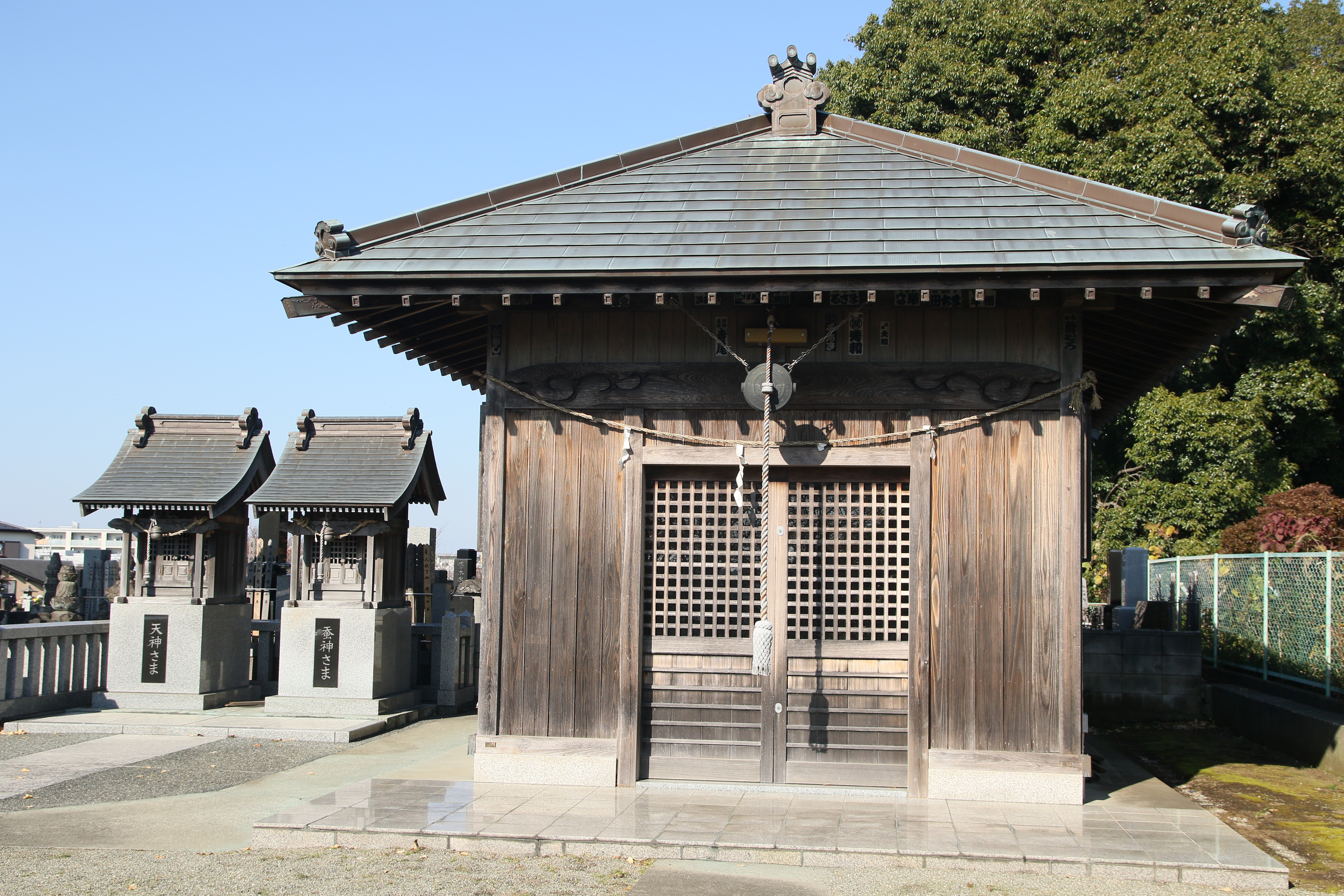
鶴林寺不動堂
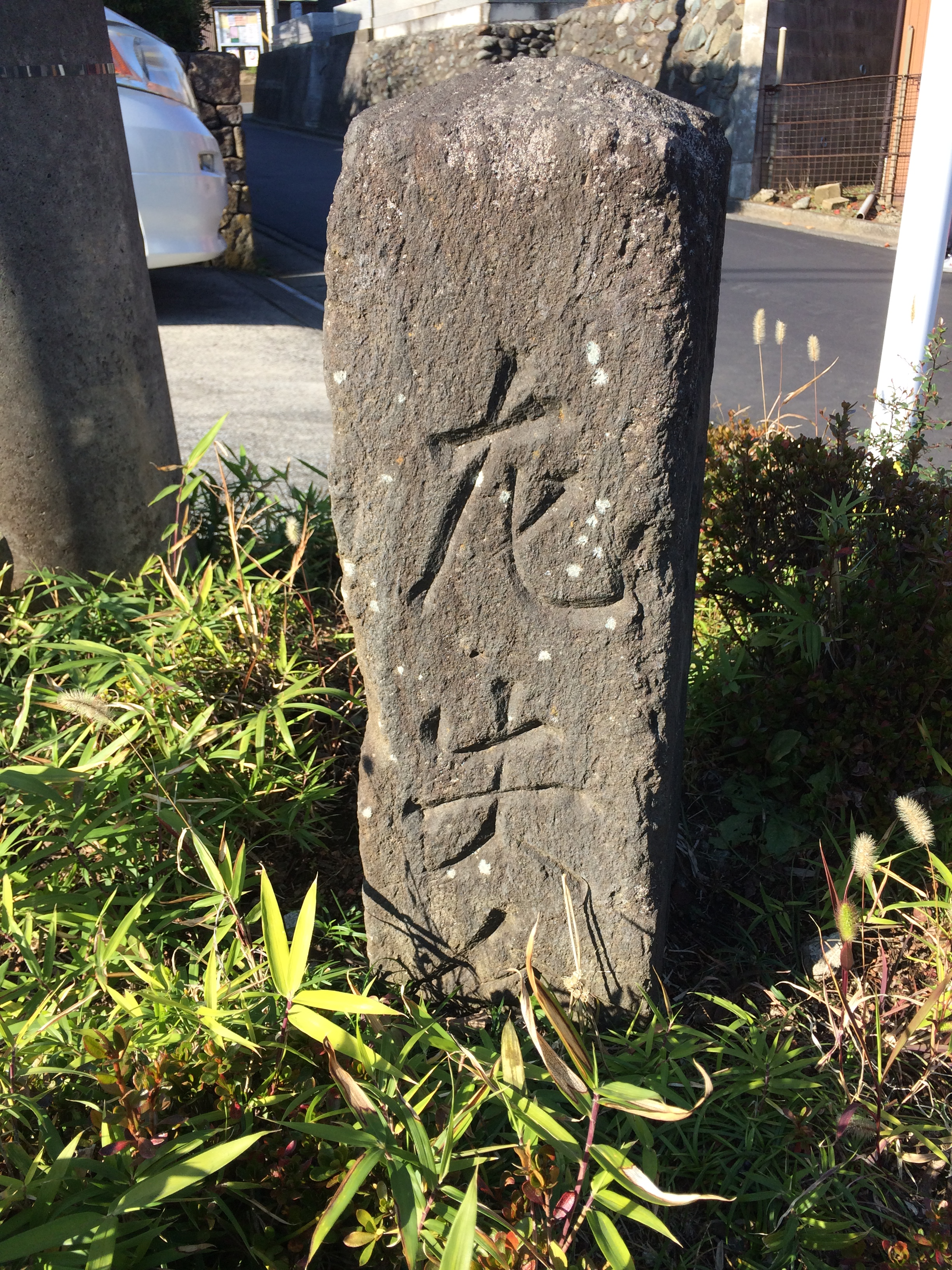
まんじゅうや跡の道標
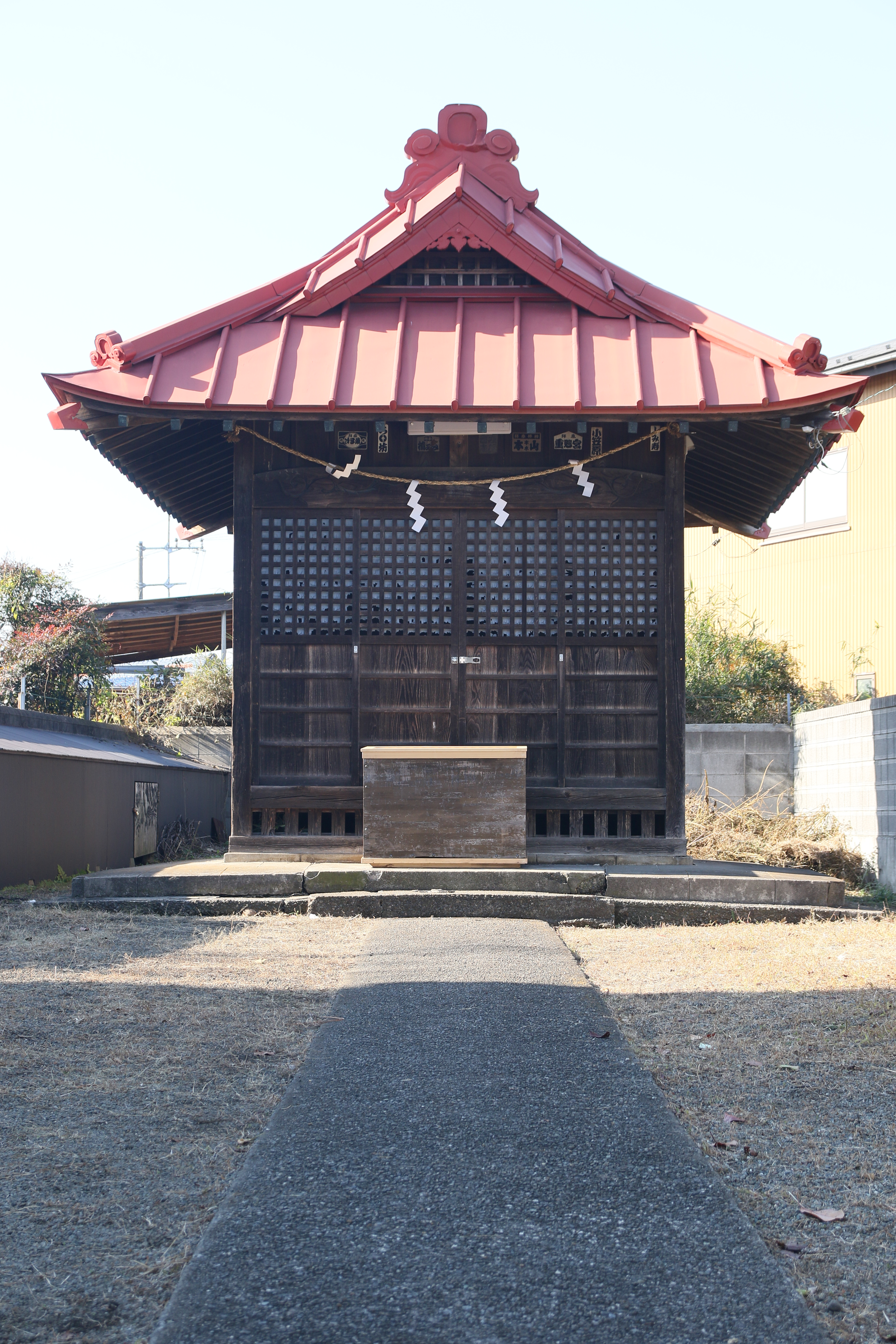
山王(日枝)神社

## 交通アクセス
バス
神奈川中央交通バス 下鶴間下車
鉄道
小田急電鉄江ノ島線 鶴間駅下車 徒歩20分
東急田園都市線 つきみ野駅下車 徒歩20分

## 隣の宿場
長津田宿 - 下鶴間宿 - 国分宿
- 長津田宿との間に人足のみの継立村として鶴間村がある[1]
- 長津田宿と下鶴間宿の距離は1里（約3.9キロメートル）、下鶴間宿と国分宿の距離は2里（約7.8キロメートル）[3]